# Liste der Denkmäler, Brunnen und Skulpturen in Aachen
In dieser Liste der Denkmäler, Brunnen, Plastiken und Skulpturen der Stadt Aachen sind ohne Gewähr auf Vollständigkeit die Denk- und Ehrenmale, Brunnen sowie bedeutende Skulpturen und Plastiken aufgelistet, die sich im öffentlich zugänglichen Raum befinden.
Die Liste enthält jedoch keine Wohn- und Gewerbegebäude oder Bodendenkmäler, die in der Liste der Baudenkmäler in Aachen oder der Liste der Bodendenkmäler in Aachen als Denkmal verzeichnet sind. Dennoch sind einige der hier aufgeführten Objekte auch Teil der Denkmalliste der Stadt Aachen und entsprechend mit der Denkmalplakette  gekennzeichnet. Die Erinnerungen an deportierte und ermordete Bürger Aachens im Dritten Reich sind in der Liste der Stolpersteine in Aachen und in der Liste Wege gegen das Vergessen zusammengefasst. Darüber hinaus sind die öffentlichen christlichen Gedenkstätten in der Liste der Wegekreuze und Bildstöcke in Aachen zu finden.

## Denkmäler

### Personendenkmäler
| Bezeichnung                                        | Ort | Baujahr | Künstler                                  | Charakteristisches | Bild |
| -------------------------------------------------- | --- | ------- | ----------------------------------------- | --- | ---- |
| Alfred-von-Reumont-Denkmal                         | Auf dem Grünstreifen des ehemaligen Stadtwalls neben dem Ponttor (seit 1952), (50° 46′ 55″ N, 6° 4′ 45″ O) | 1910    | Franz Linden                              | in Erinnerung an Alfred-von-Reumont, Historiker und Ehrenbürger der Stadt Aachen, darin ein Relief, welches Romulus und Remus und die sie nährende Wölfin abbildet;                                                      |      |
| Bismarckturm                                       | Burtscheid; Waldfriedhof Aachen (50° 44′ 48″ N, 6° 6′ 23″ O)                                               | 1907    | Georg Frentzen                            | in Erinnerung an Otto von Bismarck, gebaut in Form eines stilisierten „B“; bestückt mit den Büsten von Otto von Bismarck, Helmuth Karl Bernhard von Moltke und Albrecht von Roon;                                        |      |
| David-Hansemann-Denkmal                            | Hansemannplatz/Monheimsallee (50° 46′ 44″ N, 6° 5′ 37″ O)                                                  | 1888    | Heinz Hoffmeister                         | in Erinnerung an die Tätigkeit des Unternehmers David Hansemann in Aachen; Bronze, |      |
| Franz von Assisi                                   | Obere Drimbornstraße, im Euregiozoo (50° 45′ 48″ N, 6° 6′ 57″ O)                                           | 1996    | Willi Tannheimer                          | Bronzefigur im Aachener Tierpark Euregiozoo von Franz von Assisi: Vogelpredigt |      |
| Franziska-Schervier-Denkmal                        | Jakobstraße, auf dem Eingangshof von St. Paul (50° 46′ 29″ N, 6° 4′ 46″ O)                                 | 1976    | Hubert Löneke                             | Ordensgründerin Franziska Schervier als Nonne mit einem Bettler, sie engagierte sich vor allem in der Pflege der Cholerakranken und gründete die Ordensgemeinschaft der Armen-Schwestern vom heiligen Franziskus, Bronze |      |
| Franz-Oppenhoff-Denkmal – Mahnmal gegen Intoleranz | Oppenhoffallee (50° 46′ 7″ N, 6° 6′ 7″ O)                                                                  | 1985    | Ernst Wille (im Auftrag der Stadt Aachen) | gewidmet dem von einem Werwolfkommando ermordeten Aachener Oberbürgermeister Franz Oppenhoff; Steinstelen mit Inschrift                                                                                                  |      |
| Gregor-von-Burtscheid-Statue                       | Burtscheid; vor St. Michael Burtscheid (50° 45′ 49″ N, 6° 5′ 39″ O)                                        | 1963    | Bonifatius Stirnberg                      | Bronzestatue zur Erinnerung an Gregor von Burtscheid, dem ersten Abt von Burtscheid (um 935–999), Gründer der Reichsabtei Burtscheid                                                                                     |      |
| Heinrich II.-Denkmal                               | an der Westfront von St. Adalbert Aachen mit Blick in Richtung Adalbertstraße (50° 46′ 30″ N, 6° 5′ 40″ O) | 1903    | Wilhelm Pohl                              | monumentale Sitzfigur für Heinrich II., den Mit-Stifter der Kirche im Jahr 1005 |      |
| Hermann-Heusch-Büste                               | Hermann-Heusch-Platz (50° 46′ 25″ N, 6° 4′ 50″ O)                                                          |         |                                           | in Erinnerung an Hermann Heusch, den langjährigen Oberbürgermeister der Stadt Aachen und „Förderer der Freundschaft über die Grenzen“                                                                                    |      |
| John F. Kennedy-Büste                              | Kennedypark, nahe den Säulen der ehemaligen Gelben Kaserne (50° 46′ 25″ N, 6° 7′ 2″ O)                     | 1966    | Hubert Löneke                             | Bronze-Büste John F. Kennedy, dem Namensgeber für den Stadtteilpark im Aachener Ostviertel |      |
| Kaiser-Friedrich-Denkmal                           | Kaiserplatz (50° 46′ 32″ N, 6° 5′ 43″ O)                                                                   | 1911    | Hugo Lederer                              | gewidmet dem deutschen Kaiser Friedrich III.; einer der beiden ehemals dazugehörenden steinernen Löwen befindet sich seit 1960 am Eingang des Ferberparks in Burtscheid; Bronze,                                         |      |
| Lenné-Denkmal                                      | Monheimsallee, vor dem Neuen Kurhaus (50° 46′ 51″ N, 6° 5′ 30″ O)                                          | 1896    | Karl Krauß                                | gewidmet Peter Joseph Lenné, dem unter anderem in Aachen tätigen Landschaftsarchitekten und Gestalter des Aachener Stadtgartens;                                                                                         |      |
| Paul-Julius-Reuter-Denkmal                         | Beeckstraße (50° 46′ 24″ N, 6° 5′ 36″ O)                                                                   |         |                                           | in Gedenken an Paul Julius Reuter, den Namensgeber des benachbarten Paul-Julius-Reuter-Berufskollegs für Wirtschaft und Verwaltung                                                                                       |      |
| St. Stephanus                                      | Münsterplatz, vor der Ungarnkapelle des Aachener Doms (50° 46′ 28″ N, 6° 5′ 2″ O)                          | 1993    | Imre Varga                                | gestiftet von ungarischen Pilgern anlässlich der Aachener Heiligtumsfahrt von 1993. Bronzefigur stellt den ungarischen König und Nationalheiligen Stephan I. dar.                                                        |      |
| Walter-Hasenclever-Denkmal                         | Löhergraben, neben der Barockfabrik                                                                        | 2023    | Bonifatius Stirnberg                      | in Gedenken an den Schriftsteller Walter Hasenclever, dessen Geburtshaus in unmittelbarer Nähe stand. |      |

### Krieger- und Ereignisdenkmäler
| Bezeichnung                      | Ort | Baujahr   | Künstler                                                           | Charakteristisches | Bild |
| -------------------------------- | --- | --------- | ------------------------------------------------------------------ | --- | ---- |
| Ehrenmal im Marienturm           | Ludwigsallee (50° 46′ 57″ N, 6° 4′ 56″ O)                                                                   | 1933/1955 | Matthias Corr (Sarkophag)                                          | Turm der äußeren Stadtmauer; Gedenkstätte für die Opfer beider Weltkriege; |      |
| Gefallenendenkmal Brand          | Brand; Nähe Hochstraße, (50° 44′ 53″ N, 6° 9′ 52″ O)                                                        |           |                                                                    | Doppeldenkmal für die Gefallenen des Ersten (Konglomeratsteine) und Zweiten Weltkrieges (Basaltstein) |      |
| Gefallenendenkmal Haaren         | Haaren; Alt-Haarener Straße (50° 47′ 56″ N, 6° 7′ 39″ O)                                                    |           |                                                                    | zur Erinnerung an die Gefallenen des Ersten Weltkrieges |      |
| Gefallenendenkmal Kornelimünster | Kornelimünster; Dorffer Straße (50° 43′ 47″ N, 6° 10′ 56″ O)                                                |           |                                                                    | zur Erinnerung an die Gefallenen beider Weltkriege |      |
| Gefallenendenkmal Laurensberg    | Laurensberg; seitlich des Treppenaufgangs zu St. Laurentius, Aachen-Laurensberg (50° 48′ 6″ N, 6° 3′ 10″ O) |           |                                                                    | zur Erinnerung an die Opfer beider Weltkriege |      |
| Gefallenendenkmal Oberforstbach  | Oberforstbach; Oberforstbacher Straße 290 (50° 43′ 27″ N, 6° 8′ 41″ O)                                      |           |                                                                    | zur Erinnerung an die Opfer beider Weltkriege. Inschrift: „Friede den Menschen, die guten Willens sind. Unseren Gefallenen und Vermissten 1914–1918 und 1939–1945. In dankbarem Gedenken die Bürger von Oberforstbach“ |      |
| Gefallenendenkmal Preuswald      | Preuswald; am Gemeindezentrum Maria im Tann (50° 44′ 27″ N, 6° 2′ 51″ O)                                    |           |                                                                    | zur Erinnerung an die Opfer des Zweiten Weltkriegs aus dem Stadtteil Bildchen |      |
| Gefallenendenkmal Richterich     | Richterich; Grünenthaler Straße (50° 48′ 54″ N, 6° 3′ 29″ O)                                                |           |                                                                    | zur Erinnerung an die Opfer beider Weltkriege |      |
| Gefallenendenkmal Rothe Erde     | Rothe Erde; Barbarastraße (50° 46′ 38″ N, 6° 8′ 8″ O)                                                       | 1924      |                                                                    | zur Erinnerung an die Opfer beider Weltkriege; wurde zunächst nur für die Gefallenen des 1. Weltkrieges errichtet. |      |
| Gefallenendenkmal Verlautenheide | Verlautenheide; Heider-Hof-Weg (50° 47′ 49″ N, 6° 9′ 0″ O)                                                  |           |                                                                    | zur Erinnerung an die Opfer beider Weltkriege |      |
| Gefallenendenkmal Walheim        | Walheim, Albert-Einstein-Straße, (50° 42′ 29″ N, 6° 10′ 35″ O)                                              | 1921      |                                                                    | zum Gedenken der Toten beider Weltkriege und der Angehörigen der Feuerwehr |      |
| Gefallenendenkmal Walheim-Hahn   | Walheim-Hahn, Hahner Straße, (50° 42′ 41″ N, 6° 11′ 51″ O)                                                  |           |                                                                    | zum Gedenken der Toten beider Weltkriege |      |
| Gedenkstein Kalverbenden         | Burtscheid, Kalverbenden (50° 45′ 19″ N, 6° 5′ 57″ O)                                                       |           |                                                                    | Denkmal für die 1942 deportierten Insassen des jüdischen Altenheims in Aachen-Burtscheid, Kalverbenden |      |
| Kongreßdenkmal                   | Stadtgarten Aachen; bis 1914 Adalbertsteinweg (50° 46′ 54″ N, 6° 5′ 51″ O)                                  | 1822      | Johann Peter Cremer                                                | in Erinnerung an den Aachener Monarchenkongress 1818, 1837 von Cremer und Karl Friedrich Schinkel nachträglich überarbeitet;                                                                                           |      |
| Kriegerdenkmal Eilendorf         | Eilendorf; Marienstraße bei St. Severin (Aachen-Eilendorf) (50° 46′ 44″ N, 6° 9′ 14″ O)                     | 1927      | Joseph Buchkremer (Entwurf) Fritz Neumann (Skulptur Hl. Sebastian) | zur Erinnerung an die Gefallenen des Ersten Weltkrieges; auf dem Sockel der heilige Sebastian in der Pose eines sterbenden Kriegers                                                                                    |      |
| Mahnmal am Synagogenplatz        | Synagogenplatz, vor der Neuen Synagoge (50° 46′ 35″ N, 6° 5′ 33″ O)                                         | 1984      | Heinz Tobolla                                                      | Kristallberg in Form eines Davidsterns, zur Erinnerung an die Novemberpogrome 1938 und die Zerstörung der Alten Synagoge                                                                                               |      |
| Mahnmal Schmithof                | Schmithof, vor St. Josef (50° 41′ 38″ N, 6° 9′ 43″ O)                                                       | 1972      | Rita Landvogt, Aachen                                              | Granitstele mit Platten aus gebranntem Ton; |      |

Siehe auch: Wege gegen das Vergessen und Liste der Stolpersteine in Aachen

## Brunnen
| Bezeichnung                              | Ort | Baujahr                                    | Künstler                                                                                          | Charakteristisches | Bild |
| ---------------------------------------- | --- | ------------------------------------------ | ------------------------------------------------------------------------------------------------- | --- | ---- |
| Aesculapbrunnen                          | Elisabethstraße; Eingangshalle der Elisabethhalle (50° 46′ 25″ N, 6° 5′ 6″ O)                                  | um 1910                                    | Carl Burger                                                                                       | Teil von mehreren Brunnen in Aachens Jugendstilschwimmhalle. Inschrift: „Jungbrunnens Zauberkraft ist nicht bloße Sage, Jugendfrische gibt das Bad zaubernd alle Tage“ |      |
| Augustinerplatzbrunnen                   | Augustinerplatz (50° 46′ 34″ N, 6° 4′ 52″ O)                                                                   | 1971                                       | Elmar Hillebrand (Gesamtleitung) und Architekturstudierende (Stele);                              | Auf der Stele wird die Dritte Welt thematisiert |      |
| Badende Frauen                           | Elisabethstraße, in der kleinen Schwimmhalle der Elisabethhalle (50° 46′ 25″ N, 6° 5′ 6″ O)                    | um 1910                                    | Fritz Klimsch                                                                                     | Teil von mehreren Brunnen in Aachens Jugendstilschwimmhalle, erstellt in der Königlichen Porzellan-Manufaktur Berlin |      |
| Brunnenanlage Elsassplatz                | Elsassplatz (50° 46′ 25″ N, 6° 6′ 56″ O)                                                                       | 1978                                       | Benno Werth                                                                                       | Brunnenanlage mit Bronzestele |      |
| Brunnenanlage GGS Schönforst             | Forst, Albert-Maas-Straße/Schwalbenweg (50° 46′ 0″ N, 6° 8′ 6″ O)                                              |                                            |                                                                                                   | Brunnenanlage aus Kopfsteinpflastern mit diversen Natursteinen durchsetzt |      |
| Brunnenanlage Monheimsallee              | Monheimsallee vor Spielbank Aachen (50° 46′ 51″ N, 6° 5′ 31″ O)                                                | 1852/53                                    | Peter Joseph Lenné                                                                                | Teil des Kurpark Aachens und der Architektur im Stil eines englischen Landschaftsgartens |      |
| Couvenwandbrunnen                        | Burtscheid, Abteiplatz (50° 45′ 46″ N, 6° 5′ 36″ O)                                                            | 1737                                       | Jakob Couven                                                                                      | ursprünglich Gartenbrunnen des Wespienhauses; zwischenzeitlich im Hof von Haus Fey anlässlich der Einrichtung des ersten Couven-Museums in Aachen, |      |
| Bahkauvbrunnen                           | Büchel (50° 46′ 33″ N, 6° 5′ 10″ O)                                                                            | 1967                                       | Kurt-Wolf von Borries                                                                             | Aachener Sagengestalt „Bahkauv“ (Bachkalb), Neuanfertigung, Bronze; Erstanfertigung 1904 von Karl Krauß |      |
| Elisenbrunnen                            | Friedrich-Wilhelm-Platz (50° 46′ 27″ N, 6° 5′ 13″ O)                                                           | 1822 (Grundsteinlegung); 1827 (Einweihung) | Johann Peter Cremer und Karl Friedrich Schinkel                                                   | der Kronprinzessin Elisabeth Ludovika von Bayern gewidmet; Trinkwasserbrunnen; |      |
| Europaplatz                              | Kreisverkehr Europaplatz (50° 46′ 49″ N, 6° 6′ 29″ O)                                                          | 1957/58                                    | Planung und Ausführung durch Derichs & Konertz                                                    | wird nachts angestrahlt |      |
| Fischpüddelchen                          | Fischmarkt (50° 46′ 29″ N, 6° 4′ 58″ O)                                                                        | 1911 (Erstguss); 1954 (Neuguss)            | Hugo Lederer                                                                                      | „Fischjunge“, 1954 von Heinrich Clemens Dick nach Originalvorlagen neu erstellt, Bronze |      |
| Friedensbrunnen                          | Driescher Hof, Königsberger Straße, vor dem Gemeindezentrum Christus unser Friede (50° 45′ 19″ N, 6° 8′ 38″ O) | 1980                                       | Bonifatius Stirnberg                                                                              | Bronze, spiralförmig angeordnete Muschelschalen. Schriftzug „Friede“ in zahlreichen Sprachen |      |
| Friedensbrunnen                          | Theaterstraße (50° 46′ 12″ N, 6° 5′ 36″ O)                                                                     | 1991                                       | Manfred Bredohl und Künstler des Weltkongresses der Schmiede                                      | steht für völkerverbindende Freundschaft und den Willen zum Leben im Einklang mit der Natur; Baustahl |      |
| Germanus-Brunnen                         | Haaren, an St. Germanus, Germanusstraße (50° 47′ 46″ N, 6° 7′ 27″ O)                                           | 2000                                       | Berta Kals                                                                                        | Brunnen aus grün eingefärbtem Grauguss mit Drachenköpfen und flämischen Motiven |      |
| Große Brunnenanlage Deliusviertel        | Kuckhoffstraße (50° 46′ 22″ N, 6° 4′ 32″ O)                                                                    | 1993                                       | Benno Werth                                                                                       | Brunnenanlage mit Wasserlauf, vorbei an pagodenähnlichen Bronzegebäuden, Wasserspielen, Schleusen und Wasserrädern; Pendant zur kleinen Brunnenanlage 100 m entfernt |      |
| Hotmannspiif                             | Kreuzung Hotmannpiif (50° 46′ 42″ N, 6° 5′ 19″ O)                                                              | 1825 (Obelisk); 1830 (Figuren)             | Adam Franz Friedrich Leydel                                                                       | 2008 saniert; Obelisk aus Blaustein, Figuren aus vergoldetem Gusseisen, Trinkbrunnen, |      |
| Hühnerdieb                               | Hühnermarkt (50° 46′ 33″ N, 6° 5′ 4″ O)                                                                        | 1913 (Erstguss); 1953 (Neuguss)            | Hermann Joachim Pagels                                                                            | Eine Kopie befindet sich im Park von Schloss Köpenick; Kükenkranz ist noch das Original aus 1913, Bronze, |      |
| Hubertusbrunnen                          | Hubertusplatz (50° 46′ 9″ N, 6° 4′ 41″ O)                                                                      | 1992                                       | Benno Werth                                                                                       | sechseckiger, dreistufiger Brunnen aus Basaltgestein |      |
| Karlsbrunnen                             | Markt (50° 46′ 35″ N, 6° 5′ 1″ O)                                                                              | vor 1334                                   | Johann Joseph Couven (Blausteinbecken, um 1735) Franz und Peter von Trier (Bronzeschale, um 1620) | Figur Karls des Großen gegossen um 1620 in Dinant; |      |
| Karlshofbrunnen                          | Karlshof am Markt (50° 46′ 38″ N, 6° 5′ 2″ O)                                                                  | 1969                                       | Ottmar Hollmann                                                                                   | dem Oktogon im Aachener Dom nachempfunden; Seitenrelief: Sieben Freie Künste; Bronze, Marmor und Beton |      |
| große Fontäne Kennedypark                | Kennedypark (50° 46′ 28″ N, 6° 7′ 12″ O)                                                                       | 1966                                       |                                                                                                   | Weiher mit Fontäne |      |
| Kleine Brunnenanlage Deliusviertel       | Kuckhoffstraße (50° 46′ 21″ N, 6° 4′ 33″ O)                                                                    | 1993                                       | Benno Werth                                                                                       | Brunnenanlage mit Wasserlauf, vorbei an pagodenähnlichen Bronzegebäuden, Wasserspielen, Schleusen und Wasserrädern; Pendant zur großen Brunnenanlage 100 m entfernt |      |
| Kreislauf des Geldes                     | Ecke Hartmann-, Ursulinerstraße (50° 46′ 28″ N, 6° 5′ 7″ O)                                                    | 1976                                       | Karl-Henning Seemann                                                                              | auch bekannt als „Geldbrunnen“; Das Wasser dreht sich gegen den Uhrzeigersinn und fließt ganzjährig, weil aus den Aachener Thermalquellen gespeist wird. Die Figuren stellen den Geiz, die Gier, die Gönnerhaftigkeit und die Bettelei dar; gestiftet von der Sparkasse Aachen, Bronze |      |
| Kugelbrunnen                             | Adalbertstraße (50° 46′ 31″ N, 6° 5′ 31″ O)                                                                    | 1977                                       | Albert Sous                                                                                       | Betonbecken mit Keramikkugeln; Edelstahlsäule mit einer sich öffnenden und schließenden Kugel als nachempfundene Blüte; seitlich davon ein Trinkwasserbrunnen |      |
| Kuhbrunnen Eilendorf                     | Eilendorf, Severinusplatz (50° 46′ 48″ N, 6° 9′ 14″ O)                                                         | 1988                                       | Wolfgang Binding                                                                                  | Bronzeskulptur Kuhjunge mit Kuh; gestiftet von der Volksbank Eilendorf anlässlich der 750-Jahr-Feier Eilendorfs |      |
| Kurparkfontäne                           | Monheimsallee, im Kurpark Aachen (50° 46′ 51″ N, 6° 5′ 40″ O)                                                  | 1852/53                                    | Peter Joseph Lenné                                                                                | Teil der Aachener Kurparkanlage, Gartenarchitektur im Stil eines englischen Landschaftsgartens |      |
| Laufende Kinder                          | St.-Josefs-Platz, vor der Schwimmhalle Ost (50° 46′ 28″ N, 6° 6′ 32″ O)                                        | 1973                                       | Bonifatius Stirnberg                                                                              | drei Kinder laufen ins kühle Nass, Bronze |      |
| Lebensleiter                             | Brand, Rollefstraße, vor Marienheim Aachen-Brand (50° 44′ 48″ N, 6° 9′ 55″ O)                                  | 1995                                       | Peter Hodiamont                                                                                   | 8 Meter hohes Bronze-Mosaik |      |
| Möschebrunnen                            | Münsterplatz (50° 46′ 28″ N, 6° 5′ 1″ O)                                                                       | 1978                                       | Bonifatius Stirnberg                                                                              | hochdeutsch Spatzenbrunnen (Öcher Platt: Mösche gleich Spatzen) genannt; Bronze, Trinkwasserbrunnen |      |
| Neptunbrunnen                            | Elisabethstraße, in der großen Schwimmhalle der Elisabethhalle (50° 46′ 25″ N, 6° 5′ 6″ O)                     | um 1910                                    | Carl Burger                                                                                       | Teil von mehreren Brunnen in Aachens Jugendstilschwimmhalle, benannt nach dem römischen Gott der fließenden Gewässer Neptunus |      |
| Paradiesbrunnen                          | im Atrium, dem Kreuzgang des Aachener Doms (50° 46′ 30″ N, 6° 5′ 0″ O)                                         | 1897                                       | Georg Frentzen                                                                                    | benannt nach der früheren Platzbezeichnung „Pärvesch“ für „Paravisium“ (Paradies); ursprünglich als Schmuck für ehemaligen hier befindlichen Domfriedhof gedacht; gespeist von der Pau, Sandstein,                                                                                     |      |
| Puppenbrunnen                            | Krämerstraße (50° 46′ 30″ N, 6° 5′ 4″ O)                                                                       | 1975                                       | Bonifatius Stirnberg                                                                              | Metallpuppen mit beweglichen Gelenken, Puppen symbolisieren Aachener Ereignisse, Bronze |      |
| Rabenbrunnen                             | Eupener Straße, vor Alt-Linzenshäuschen (50° 44′ 15″ N, 6° 5′ 26″ O)                                           | 1956                                       | Matthias Corr                                                                                     | Ehemalige historische Pferdetränke, 1909 erstmals umfassend restauriert, 1956 von Corr neu gestaltet und 2019 durch das Institut von Leif Kobbelt mit einer Neuanfertigung einer Rabenskulptur aus dem 3-D-Drucker versehen                                                            |      |
| Röhrenbrunnen                            | Komphausbadstraße (50° 46′ 38″ N, 6° 5′ 19″ O)                                                                 | 1971                                       | Heinz Tobolla                                                                                     | vierzig Edelstahlröhren, abends von innen beleuchtet |      |
| Rosenquellenbrunnen                      | Burtscheid, Dammstraße, im Kurpark Burtscheid (50° 45′ 54″ N, 6° 5′ 42″ O)                                     |                                            |                                                                                                   | aus der benachbarten Rosenquelle mit Thermalwasser gespeister und ganzjährig sprudelnder Brunnen |      |
| Seepferdchenbrunnen                      | Burtscheid, Kapellenstraße (50° 45′ 39″ N, 6° 5′ 35″ O)                                                        | 1953                                       | Gerhard Thomalla; Seepferdchen: Josef (Jupp) Zeller                                               | ursprünglicher Standort bis in die 1970er Jahre in der Rotunde des Elisenbrunnens, Bronze auf dunklem belgischem Marmor |      |
| St. Nepomuk Brunnenanlage                | Haaren, Alt-Haarener-Straße (50° 47′ 40″ N, 6° 7′ 29″ O)                                                       | 1997                                       | Mario Müller                                                                                      | St. Nepomuk als Patron der Brücken und gegen Wassergefahren soll Schutz bieten vor dem Hochwasser des hier unterirdisch verlaufenden Haarbachs. |      |
| Thermalbrunnen Burtscheid – Marktbrunnen | Burtscheid, Burtscheider Markt (50° 45′ 48″ N, 6° 5′ 32″ O)                                                    | 1953                                       | Hanns Compernaß (Entwurf) Rita Landvogt (Reliefs)                                                 | Thermalwassertrinkbrunnen (63 °C); Keramik, die Reliefs nehmen Bezug auf die Geschichte Burtscheids; |      |
| Tritonenbrunnen                          | Kaiser-Friedrich-Allee (50° 45′ 14″ N, 6° 4′ 14″ O)                                                            | um 1905                                    | Carl Burger                                                                                       | ursprünglicher Standort vor dem Aachener Hauptbahnhof; seit 1923 am Anfang der offenen Pau, im Volksmund als „Wassermann“ bekannt. |      |
| Türelüre-Lißje                           | Klappergasse (50° 46′ 29″ N, 6° 4′ 53″ O)                                                                      | 1967                                       | Hubert Löneke                                                                                     | Szene einer alten Aachener Sage, bei der ein Mädchen von Lausbuben am Toilettengang gehindert wird. Bronze und Granit |      |
| Vinzenzbrunnen                           | Münsterplatz (50° 46′ 28″ N, 6° 5′ 4″ O)                                                                       | 1847                                       | Wilhelm Josef Wings und Gottfried Götting, Architektur Friedrich Joseph Ark                       | früher auch Mariensäule genannt; dem Vinzenz von Paul geweiht, neugotischer Stil, Sandstein, |      |
| Wasserkaskaden                           | Burtscheid, Burtscheider Markt (50° 45′ 45″ N, 6° 5′ 32″ O)                                                    | 1976                                       |                                                                                                   | Der Brunnen erinnert an den Wurmbach, der früher den Ort durchfloss und 1882 unterirdisch verlegt wurde |      |
| Wasserspiel                              | Scheibenstraße (50° 46′ 36″ N, 6° 6′ 5″ O)                                                                     |                                            | Benno Werth                                                                                       | Bronze, gegossen im Kieselgur-Verfahren |      |
| Wasserspiele Burtscheid                  | Burtscheid, Malmedyer Straße, vor der GHS Burtscheid (50° 45′ 34″ N, 6° 5′ 32″ O)                              | 1969                                       | Philipp Anton                                                                                     | Edelstahlbrunnen; das zurückfallende Wasser bringt die Schale zum Klingen |      |
| Wilhelm-Jansen-Brunnen                   | Laurensberg, Laurentiusstraße, vor der Kirche St. Laurentius (50° 48′ 7″ N, 6° 3′ 10″ O)                       |                                            |                                                                                                   | Wasserspiel bestehend aus einem drei Objekte umfassenden Treppenverlauf aus Bronze mit gepflasterter kreisförmiger Wasserführung; benannt nach dem langjährigen Pfarrer an St. Laurentius                                                                                              |      |
| Wassertreppen                            | Marita-Lörsch-Weg (50° 46′ 22″ N, 6° 4′ 43″ O)                                                                 | 1992/93                                    | Benno Werth                                                                                       | Basaltlava und Bronze; gespeist vom Wasser der Pau |      |
| Wasser und Leben                         | Burtscheid, Benediktinerstraße, vor Eingang Schwertbad (50° 45′ 47″ N, 6° 5′ 26″ O)                            | 1989                                       | Heinz Tobolla                                                                                     | Glas- und Wassersäule, ursprünglich vorgesehen für den Aachener Lindenplatz |      |
| Wasservorhang                            | Friedrich-Wilhelm-Platz, in der Elisengalerie, (50° 46′ 25″ N, 6° 5′ 19″ O)                                    | 1998                                       | Joachim Schwarze                                                                                  | Wasservorhang an dünnen Edelstahlketten, den hängenden Gärten der Semiramis nachempfunden |      |
| Wehrhafter Schmied                       | Jakobstraße (50° 46′ 30″ N, 6° 4′ 50″ O)                                                                       | 1909                                       | Carl Burger                                                                                       | Aachener Sagengestalt „Der Schmied von Aachen“; Bronze, |      |

## Plastiken
| Bezeichnung                             | Ort | Baujahr   | Künstler                                                     | Charakteristisches | Bild |
| --------------------------------------- | --- | --------- | ------------------------------------------------------------ | --- | ---- |
| Bauersfrau und Teufel                   | Kupferstraße, am Fuße des Lousberg (50° 47′ 6″ N, 6° 5′ 4″ O)                                             | 1985      | Krista Löneke-Kemmerling                                     | Aachener Sagengestalten aus der Lousbergsage, Bronze |      |
| Berliner Bär                            | Madrider Ring, Autobahnauffahrt zur A544 Richtung Köln (50° 47′ 5″ N, 6° 7′ 33″ O)                        | 1998      | Lutz Brockhaus                                               | Neuschaffung, Vorläuferskulptur von Karl Bobek aus dem Jahr 1964 war verwittert; 180 cm hoch, damit 50 cm höher als die erste Figur |      |
| Blaues Quadrat und roter Punkt          | Steinbachstraße, am Institut für Kraftfahrzeuge Aachen (50° 47′ 1″ N, 6° 2′ 42″ O)                        | 1999      | Dieter Wolf und Schüler der Schule für Gestaltung            | Skulptur für die Begleitausstellung zur EXPO 2000, das blaue Quadrat soll alles Lebendige, der rote Punkt alles von Menschen geschaffene symbolisieren |      |
| Brander Stier                           | Brand, Marktplatz (50° 44′ 55″ N, 6° 9′ 51″ O)                                                            | 1976      | Karl-Henning Seemann                                         | Symbol des Stadtteils Brand |      |
| Bronzestatuen                           | Intzestraße, vor Institut für Eisenhüttenkunde (50° 46′ 50″ N, 6° 4′ 30″ O)                               | 1916      | Mathias Streicher                                            | Darstellung der Eisenhüttenarbeiter, |      |
| Brücke der Freundschaft                 | Tempelhofer Straße (50° 46′ 56″ N, 6° 7′ 49″ O)                                                           | 1986      | Manfred Bredohl und Künstler des Weltkongresses der Schmiede | steht für den internationalen Zusammenhalt der Kunstschmiede |      |
| Der Flötenspieler                       | Eilendorf, Ecke Steinstraße/Hansmannstraße, (50° 46′ 46″ N, 6° 9′ 21″ O)                                  | um 1920   | Matthias Corr                                                | bis 2008 als Brunnenverzierung im Elisengarten Aachen platziert |      |
| Der fröhliche Hengst                    | Theaterplatz, vor dem Theater Aachen (50° 46′ 22″ N, 6° 5′ 11″ O)                                         | 1963      | Gerhard Marcks                                               | Symbol für die Reiterstadt Aachen, Bronze |      |
| Die Lesende                             | Buchkremerstraße, auf dem Platz vor der Mayersche Buchhandlung (50° 46′ 30″ N, 6° 5′ 10″ O)               | 1985      | Wolf Ritz                                                    | eine auf einem Steinsockel sitzende Figur, die in den Text eines aufgeschlagenen Buches versenkt ist; gestiftet von der Mayerschen Buchhandlung; Die Bronzefigur befand sich bis vor einigen Jahren im Lesesaal der Mayerschen Buchhandlung                                                                                  |      |
| Die Sitzende                            | Burtscheid, im Kurpark Burtscheid (50° 45′ 50″ N, 6° 5′ 37″ O)                                            | 1962      | Heide Dobberkau                                              | gestiftet von der Aachener Bank, Zweitausfertigung, nachdem das Original gestohlen wurde; Bronze |      |
| Doemjrof                                | Hermann-Heusch-Platz (50° 46′ 25″ N, 6° 4′ 49″ O)                                                         | 1983      | Hubert Löneke                                                | Als Doemjrof (= Domgraf) bezeichnen die Aachener die Lausbuben/Mädchen, die in der Nähe des Domes wohnten; Bronze |      |
| Drei Figuren                            | Suermondtplatz (50° 46′ 24″ N, 6° 5′ 29″ O)                                                               | 1987      | Klaus Schmetz                                                | Drei Personen sehen aneinander vorbei – Symbol für eine Alltagssituation |      |
| Entenfänger                             | Obere Drimbornstraße, im Euregiozoo (50° 45′ 48″ N, 6° 6′ 49″ O)                                          | 1986      | Wolfgang Binding                                             | |      |
| Eselreiterin                            | Obere Drimbornstraße, im Euregiozoo (50° 45′ 45″ N, 6° 6′ 52″ O)                                          | vor 1986  | Wolfgang Binding                                             | zuvor in der Burtscheider Kapellenstraße |      |
| Eulenbaum                               | Obere Drimbornstraße, im Euregiozoo (50° 45′ 51″ N, 6° 6′ 52″ O)                                          |           | Willi Tannheimer                                             | |      |
| Eva und Borchard                        | Goffartstraße, vor der Burg Frankenberg (50° 46′ 4″ N, 6° 6′ 15″ O)                                       | 1978      | Karl Bobek                                                   | Teil einer Gruppe von bundesweit verteilten 48 Plastiken zum Thema Eisenlandschaft und Straße |      |
| Frittenzang                             | Friedrich-Wilhelm-Platz (50° 46′ 29″ N, 6° 5′ 15″ O)                                                      | 1998      | Peter Eisenman                                               | Mundartsprachlich; komplett aus Edelstahl, Verwendung als Warteunterstand |      |
| Fünf Pferde                             | Bahnhofsplatz, am Hauptbahnhof Aachen (50° 46′ 7″ N, 6° 5′ 27″ O)                                         | 1975      | Bonifatius Stirnberg                                         | Symbol für die Reiterstadt Aachen, Bronze |      |
| Großer Aachener                         | Roermonder Straße, vor dem Arbeitsamt Aachen (50° 47′ 5″ N, 6° 4′ 24″ O)                                  | 1989      | Franz Bernhard                                               | hergestellt aus Cortenstahl in der Schiffswerft Braun in Speyer |      |
| Haarener Kreuz                          | Haaren, auf dem Haarberg in Aachen-Haaren (50° 47′ 58″ N, 6° 8′ 22″ O)                                    | 1971      | Paul Stollmann                                               | 15 m hohes Stahlkreuz auf einem Betonsockel. Ersatz für ein 1944 zerstörtes steinernes Gipfelkreuz aus dem Jahr 1891. |      |
| Heiliger Georg                          | Forst, Trierer Straße 501, vor dem neuen Polizeipräsidium (50° 45′ 23″ N, 6° 8′ 58″ O)                    | 1980      | Wolfgang Binding                                             | anlässlich der Einweihung des damaligen alten Polizeipräsidiums in der Hubert-Wienen-Straße in der Soers als symbolischer Schutzpatron der Polizei angefertigt, seit Anfang 2019 am neuen Polizeipräsidium in Forst, Bronze                                                                                                  |      |
| Im Dialog                               | Dr. Anton-Kurze-Allee, auf dem Vorplatz des Missio-Gebäudes (50° 45′ 43″ N, 6° 4′ 35″ O)                  | 2011      | Wilhelm Senoner                                              | Drei lebensgroße, rot lackierte Figuren auf quadratischen Sockeln stehend; ein vierter freier Sockel mit der Aufschrift: „missio/glauben.leben.geben“ lädt symbolisch zum Gespräch ein |      |
| Kehrmännchen                            | Annuntiatenbach (50° 46′ 35″ N, 6° 4′ 50″ O)                                                              | 1973      | Heinz Tobolla                                                | Aachener „Original“, Bronze, aufgestellt 1975 |      |
| Klangstele                              | Marita-Loersch-Weg hinter der Barockfabrik (50° 46′ 35″ N, 6° 4′ 50″ O)                                   | 1987      | Franz Buchholz                                               | „Hommage à César Franck“; Sie ist etwa zwei Meter groß und hat auf zwei Seiten jeweils 12 Tasten. Durch Anfassen an einer der Außenkanten mit der einen Hand bei gleichzeitigem Betätigen der schrägen Seitenfelder mit der anderen Hand werden unterschiedliche Instrumentenklänge erzeugt.                                 |      |
| Klenkes                                 | Holzgraben (50° 46′ 30″ N, 6° 5′ 16″ O)                                                                   | 1970      | Hubert Löneke                                                | Erinnerung an die manuelle Sortiertechnik durch den „kleinen Finger“ der Mitarbeiter der Aachener Nadelindustrie, vor allem der Kinderarbeiter; heute Symbol für den Aachener Gruß, Bronze |      |
| Kreuzigungsgruppe Henger Herrjotts Fott | Wirichsbongardstraße (50° 46′ 21″ N, 6° 5′ 23″ O)                                                         | 1989      | Bonifatius Stirnberg                                         | Nachbau in Bronze einer im Krieg zerstörten steinernen Kreuzigungsgruppe aus dem Jahr 1897; Dialektname für „Hinter dem Hintern vom Herrgott“ |      |
| Lesende                                 | Burtscheid, Zeise, im Garten des Marienhospitals Aachen (50° 45′ 48″ N, 6° 5′ 38″ O)                      | 1993      | Jürgen Ebert                                                 | lässig sitzende junge Frau mit einem Buch in der Hand auf einer gebogenen Bank |      |
| Lokomotive                              | Republikplatz, vor dem Westbahnhof Aachen (50° 46′ 52″ N, 6° 4′ 19″ O)                                    | 1983      | Albert Sous                                                  | aus Edelstahlschrott hergestellt |      |
| Mädchen auf der Mauer                   | Theaterstraße (50° 46′ 15″ N, 6° 5′ 29″ O)                                                                | 1979      | Clemens Pasch                                                | Bronzefigur auf Naturstein, gestiftet von einem benachbarten Optikergeschäft |      |
| Mädchenplastik                          | Burtscheid, Burtscheider Markt (50° 45′ 46″ N, 6° 5′ 31″ O)                                               | 1930      | Helmuth Schepp                                               | Erstguss im Suermondt-Ludwig-Museum, Bronze |      |
| Marktzwerg                              | Ecke von Coelsstraße/Heckstraße (50° 46′ 43″ N, 6° 9′ 58″ O)                                              | 1981      |                                                              | Stiftung eines Bürgers, Maskottchen des ehemaligen Karnevalsvereins KG Marktzwerge Eilendorf, Figur galt lange Zeit als verschollen, wurde erst 2024 wieder aufgestellt |      |
| Menschen im Gespräch                    | Templergraben, vor der Hochschulbibliothek (50° 46′ 43″ N, 6° 4′ 48″ O)                                   | 1967      | Heinz Tobolla                                                | 3,50 Meter hoher Nachbau einer 55 cm großen Bronze-Skulptur Tobollas, welche 1962 auf der Unesco-Ausstellung in Monte Carlo mit zwei Preisen bedacht wurde |      |
| Mensch und Wirtschaft                   | Verlautenheide, Endstraße, vor der Volksbank in Aachen-Verlautenheide (50° 47′ 47″ N, 6° 9′ 19″ O)        | 1979      | Heinz Tobolla                                                | Bronzeplastik |      |
| Mit Kind und Kegel                      | Brand, Trierer Straße (50° 44′ 55″ N, 6° 9′ 59″ O)                                                        |           | Bonifatius Stirnberg                                         | Untertitel: „Vür fahre met de Modder noh dr Brand“ (wir fahren mit der Mutter nach Brand); Symbol für den Ausflug der Städter zu den Reit- und Flugsportveranstaltungen in der Brander Heide, Bronze |      |
| Ningbo-Schale                           | Monheimsallee (50° 46′ 50″ N, 6° 5′ 27″ O)                                                                | 2016      |                                                              | Als Danksagung für die 30-jährige Städtepartnerschaft Aachen-Ningbo von der Stadt Ningbo in China gestiftet. Inschrift: „30 Years of Partnership. Ningbo Aachen 1986–2016. With the Compliments of Ningbo City, China“ |      |
| Notenschlüssel                          | Brand, im Kreisverkehr Ringstraße/Kleinheidstraße (50° 44′ 57″ N, 6° 6′ 58″ O)                            | 2000      |                                                              | |      |
| Öcher Schängche                         | Holzgraben (50° 46′ 31″ N, 6° 5′ 16″ O)                                                                   | 2021      | Klaus Gehlen                                                 | Öcher Schängche mit Tant Hazzor und Polis Noppeney, die Hauptfiguren der Aachener Stadtpuppenbühne |      |
| Printenmädchen                          | Ecke Büchel/Körbergässchen (50° 46′ 33″ N, 6° 5′ 8″ O)                                                    | 1985      | Hubert Löneke                                                | auch „Oecher Prent“ genannt, Symbol für die Aachener Printen als Traditionsgebäck, gestiftet von Leo van den Daele, Bronze |      |
| Oecher Tram                             | Aachen, Oberplatz (50° 46′ 33″ N, 6° 6′ 4″ O)                                                             |           | Bonifatius Stirnberg                                         | Erinnerung an die stillgelegte Straßenbahn Aachen; Bronze |      |
| Ohne Namen                              | Eupener Straße, Rückseite von St. Gregorius (50° 44′ 59″ N, 6° 5′ 9″ O)                                   |           | Bonifatius Stirnberg                                         | Bronze; bewegliche Märchenfiguren |      |
| Ohne Namen                              | Hanbruch, Johannes-Ernst-Platz (50° 45′ 57″ N, 6° 3′ 38″ O)                                               |           | Bonifatius Stirnberg                                         | Bronze; Darstellung eines Mädchens beim Voltigieren; Mädchenfigur beweglich |      |
| Penn-Soldat                             | Franzstraße, am Marschiertor (50° 46′ 6″ N, 6° 5′ 13″ O)                                                  | 2007      | Klaus Schien                                                 | Symbol einen Soldaten der ehemaligen Aachener Stadtgarde Oecher Penn, angefertigt in Monschau, Bronze |      |
| Plastik                                 | Haaren, Haarener Gracht (50° 47′ 44″ N, 6° 7′ 37″ O)                                                      | 1992      | Joachim Bandau                                               | im Volksmund „Fingerzeig Gottes“ genannt |      |
| Phoenix                                 | Schinkelstraße, vor dem Reiff-Museum (50° 46′ 39″ N, 6° 4′ 36″ O)                                         | 1962/63   | Helmuth Schepp                                               | schwarz polierte Bronzeplastik als Sinnbild für den Aufstieg aus der Asche |      |
| Ponyführerin                            | Obere Drimbornstraße, Euregiozoo (50° 45′ 50″ N, 6° 6′ 51″ O)                                             | 1983      | Wolfgang Binding                                             | |      |
| Regenschirmdamen                        | Großkölnstraße (50° 46′ 39″ N, 6° 5′ 11″ O)                                                               | 1974      | Heinz Tobolla                                                | auch „Aachener Wetter“ genannt nach der tatsächlichen oder gefühlten hohen Anzahl an Regentagen, Bronze |      |
| Reiher                                  | Eilendorf, Heinrich-Thomas-Platz, Ecke Brückstraße/Severinstraße (50° 46′ 51″ N, 6° 9′ 13″ O)             | 1972      | Hubert Löneke                                                | Bronzeplastik |      |
| Reiterringkampf                         | Kockerellstraße (50° 46′ 33″ N, 6° 4′ 56″ O)                                                              | 1975      | Karl-Henning Seemann                                         | Symbol für ein beliebtes Kinderspiel, Bronze |      |
| Ros-Engelchen                           | Rosstraße am Roskapellchen (50° 46′ 15″ N, 6° 4′ 40″ O)                                                   | 1988      | Gerhard Hensen (Atelier Bonifatius Stirnberg)                | gestiftet zum 150-jährigen Bestehen der „Roskirmes“, eines jährlichen Stadtteilfestes; Bronze |      |
| Spielende Pferde                        | Albert-Servais-Allee, Eingang Turniergelände Aachen-Laurensberger Rennverein (50° 47′ 40″ N, 6° 5′ 58″ O) | 2006      | Wolfgang Binding                                             | Symbol für die Reiterstadt Aachen, auch als Kleinplastik im Handel, Bronze |      |
| Spieleschiff                            | Buchkremerstraße, Platz vor Mayersche Buchhandlung (50° 46′ 30″ N, 6° 5′ 10″ O)                           | 1979      | Bonifatius Stirnberg                                         | erbaut aus unverrottbarem Edelstahl und Bronze; war bis 2004 am Übergang von Holzgraben zum Dahmengraben aufgestellt und wurde im Zuge des Umzugs komplett saniert. 2021 wurde das Objekt aus Sicherheitsgründen abgebaut und bis zur Entscheidung über eine weitere Verwendung auf dem Betriebshof des Künstlers deponiert. |      |
| Stelzenläufer                           | Hermann-Heusch-Platz (50° 46′ 26″ N, 6° 4′ 51″ O)                                                         | 1983      | Krista Löneke-Kemmerling                                     | auch Stelzenkinder benannt; Bronze |      |
| Synergie                                | Boxgraben, vor dem Ärztehaus des Luisenhospitals(50° 46′ 6″ N, 6° 4′ 37″ O)                               | unbekannt | George Pavel                                                 | Edelstahlplastik, handgebogen geschweißt und poliert, Unikat, Simplifizierte Darstellung einer Flamme. |      |
| Vier Jahreszeiten                       | Rothe Erde, Hüttenstraße, vor der Pfarrkirche St. Barbara (50° 46′ 37″ N, 6° 8′ 9″ O)                     | 1976      | Peter Hodiamont                                              | Bronze-Baum mit Darstellung der 4 Jahreszeiten, 3 Meter hoch |      |
| Wasserschöpfender Knabe                 | Burtscheid, Kalverbenden, Freihof der Kindertagesstätte (50° 45′ 30″ N, 6° 5′ 43″ O)                      | um 1938   | Alfred Pieper                                                | |      |

## Skulpturen
| Bezeichnung                         | Ort                                                                                  | Baujahr   | Künstler                            | Charakteristisches | Bild |
| ----------------------------------- | ------------------------------------------------------------------------------------ | --------- | ----------------------------------- | --- | ---- |
| Aachen – eine Landschaft der Göttin | Lousberg (50° 47′ 12″ N, 6° 4′ 52″ O)                                                | 1999      | Marko Pogačnik                      | Steinstele als „Lithopunktur“, eine der Akupunktur nachempfundene Methode der Heilung und Ausbalancierung von Orten und Landschaften, auf dem Plateau des Lousbergs, zuvor Ausstellungsobjekt im Aachener Ludwig Forum für Internationale Kunst                                                       |      |
| Algorith                            | Soers, Soerser Weg (50° 47′ 53″ N, 6° 5′ 1″ O)                                       | 2014      | Arek Laskowski                      | angefertigt und aufgestellt anlässlich der Eröffnung des Aachener Tuchwerks |      |
| Aufstehen                           | Burtscheid, Zeise, Im Garten des Marienhospitals Aachen (50° 45′ 47″ N, 6° 5′ 39″ O) | 1995      | Pit Görtz                           | Die einzelnen Skulpturen stellen das "Sich-Aufrichten" des Menschen aus gebückter Haltung dar und symbolisieren die Hoffnung des Kranken auf Heilung |      |
| Bär, sitzend                        | Ecke Trierer Straße / Freunder Landstraße (50° 44′ 58″ N, 6° 9′ 54″ O)               |           |                                     | Betonskulptur im Stil eines sitzenden Berliner Bärs |      |
| Der Durchbruch                      | Hermann-Heusch-Platz (50° 46′ 24″ N, 6° 4′ 48″ O)                                    | 1984/85   | Heinz Tobolla                       | hergestellt aus belgischem Granit; Der Monolith erinnert an die Teilung Deutschlands |      |
| Große Badende                       | Kornelimünster (50° 43′ 49″ N, 6° 10′ 55″ O)                                         | 2002      | Rolf Kretschmar                     | Betonskulptur sitzend im Mühlenteich der ehem. Abteimühle Kornelimünster, getragen von mehreren innen liegenden Gitterschichten, zunächst Leihgabe für den Abteigarten, 2007 übernommen durch den Förderverein Abteigarten Kornelimünster e. V.                                                       |      |
| Kreuzigungsgruppe                   | Jakobsplatz (50° 46′ 15″ N, 6° 4′ 30″ O)                                             | 1893      | Wilhelm Pohl und Carl Esser         | geschaffen als Erinnerung an die alte Jakobskirche Aachen |      |
| Kreuzskulptur                       | Passstraße, vor der ev. Friedenskirche, Aachen (50° 47′ 1″ N, 6° 5′ 54″ O)           | 1986      | Heinz Tobolla                       | |      |
| Lions-Club-Bridge                   | Lichtenbusch, am Autobahn-Grenzübergang (50° 43′ 1″ N, 6° 7′ 1″ O)                   | 1966      |                                     | gestiftet anlässlich der Eröffnung der Autobahn E40 vom Distrikt 112D des Lions-Club Eupen als Symbol für internationale Freundschaft und Zusammenarbeit |      |
| Mariensäule                         | Rehmplatz (50° 46′ 38″ N, 6° 5′ 51″ O)                                               | 1887      | Wilhelm Pohl                        | Erstes religiöses Denkmal Aachens, Auftraggeber war der Unternehmer und Stadtteilgründer Gerhard Rehm, Entwurf von Stadtbaumeister Joseph Laurent; Sandstein, |      |
| Papst Johannes XXIII.-Figur         | Trautnerstraße (50° 45′ 9″ N, 6° 5′ 0″ O)                                            |           |                                     | Monumentale Statue mit Darstellung von Papst Johannes XXIII., hergestellt aus Sandstein, aufgestellt im Garten des dortigen Alten- und Pflegeheimes |      |
| Schlafender Löwe                    | Burtscheid, Kapellenstraße (50° 45′ 37″ N, 6° 5′ 38″ O)                              | 1911      | Hugo Lederer                        | Einzelfigur wurde 1960 vom Kaiser-Friedrich-Denkmal an den Eingang zum Ferberpark transloziert |      |
| Schutzmantelmadonna                 | Schönforst, Auf dem Plue (50° 45′ 48″ N, 6° 7′ 43″ O)                                | 1949      | unbekannt                           | Inschrift Plakette am Sockelfuß: „Schutzmantelmadonna — gestiftet und erbaut von den Siedlern der Siedlung Auf dem Plue — 1949“ |      |
| Tierskulptur                        | Sief, Raerener Straße (50° 41′ 30″ N, 6° 9′ 29″ O)                                   |           | Rita Landvogt                       | Zwei Hundefiguren auf einem hohen angewinkelten steinernen Sockel. Am Fuß eine Plakette mit der Aufschrift „Rita Landvogt, Aachen-Sief, Waldhof“ |      |
| Tranchot-Obelisk                    | Lousberg, Südostkopf (50° 47′ 8″ N, 6° 4′ 57″ O)                                     | 1815      | Capitaine Boucher (1. Ausfertigung) | Blaustein-Obelisk errichtet 1807 zu Ehren des Geographen Jean Joseph Tranchot. 1814 wurde das Denkmal zerstört und 1815 auf Anordnung des preußischen Freiherrn Karl von Müffling wiedererrichtet. Die Inschrift mit einer Lobrede auf Napoleon wurde durch die heute noch lesbare Inschrift ersetzt. |      |
| Visionen für Europa                 | Vaalserquartier, Schneebergweg (50° 46′ 47″ N, 6° 2′ 46″ O)                          | 2020      | Alfred Mevissen                     | Lebensgroße Figur aus türkischem Basalt von Karl dem Großen als Ausgangspunkt des europäischen Skulpturenweges im Karlsgarten in Aachen-Melaten, thematisiert hier die kulturelle Beziehungen zu Karl dem Großen in Aachen                                                                            |      |
| Wegeverbindungen                    | Jacques-Königstein-Promenade (50° 46′ 51″ N, 6° 5′ 28″ O)                            | unbekannt | Cornel Bücken                       | Quadratische hochrechteckige Steinstele mit stufenförmig gezackter Oberseite. Seitlich umlaufend angebracht die Gravuren: „Zeichen–Wege–Verbindungen, Steinskulpturweg“ |      |